# Toyota Gazoo Racing WRT
La Toyota Gazoo Racing WRT è una scuderia automobilistica finlandese di proprietà della Toyota, reparto corse della casa giapponese nel campionato del mondo rally. Fondata dal quattro volte campione del mondo rally Tommi Mäkinen, ha fatto il suo debutto nel 2017 ed è una società separata dalla Toyota Gazoo Racing Europe, reparto cors] della Toyota con sede in Germania che compete nel campionato del mondo endurance FIA. Nel corso della sua breve storia, la scuderia ha vinto cinque mondiali piloti (2019, 2020, 2021 e 2022, 2023) e quattro mondiali costruttori (2018, 2021 e 2022, 2023).

## Storia

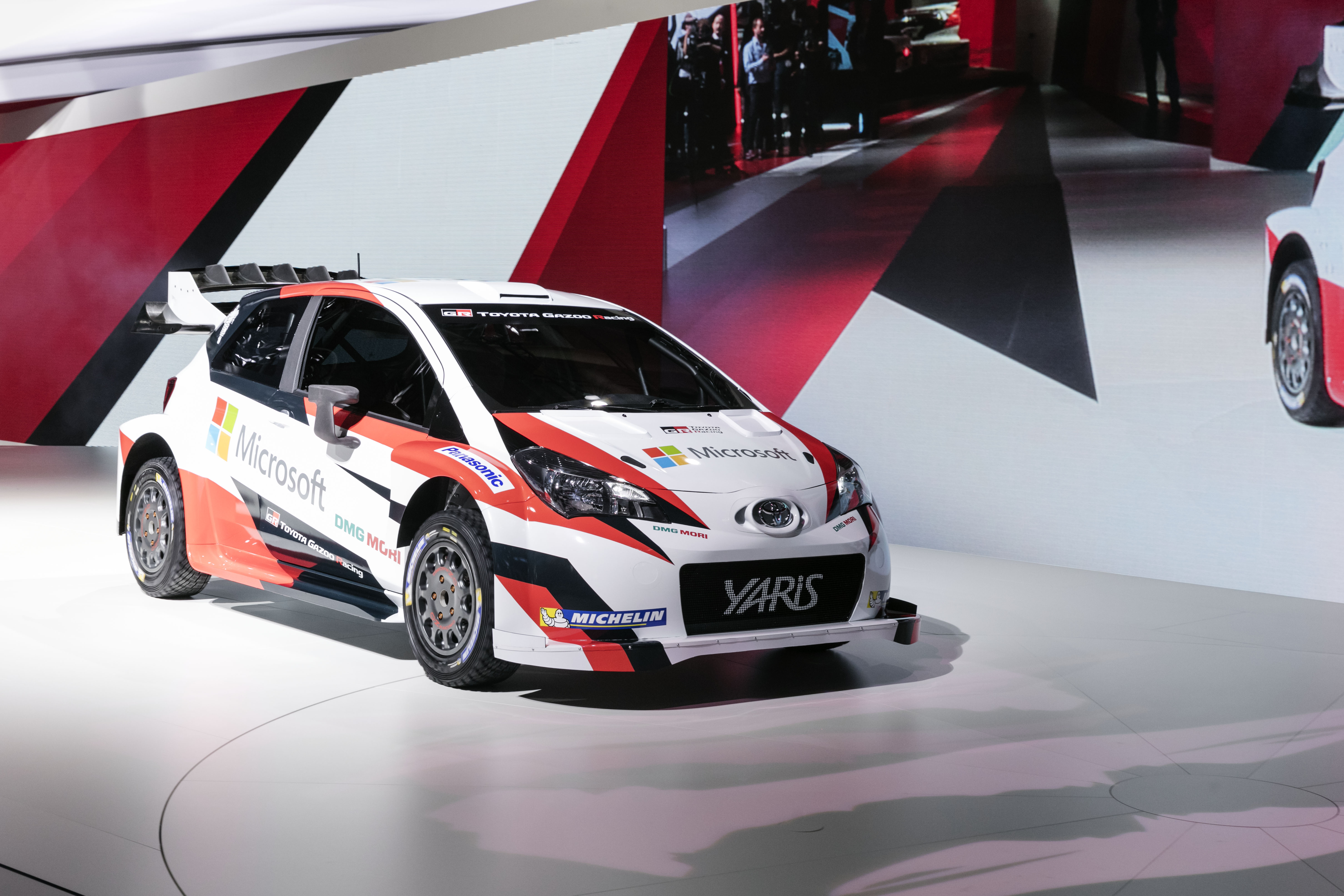
La Toyota Yaris WRC nel giorno della sua presentazione

Lo sviluppo della Yaris WRC era originariamente supervisionato dalla Toyota Motorsport, lo storico reparto corse della casa giapponese dal 1971 al 1999. Dal momento che la Toyota Motorsport si stava contemporaneamente occupando anche dello sviluppo della Toyota TS050 Hybrid nel campionato del mondo endurance, la Toyota ha scelto di riaffidare il progetto a Tommi Mäkinen. L'ex pilota finlandese ha accantonato il progetto portato avanti fino a quel momento in Germania per iniziarne uno nuovo. 
La nuova Toyota Yaris WRC, dopo un lungo ciclo di test, ha fatto il suo debutto nel WRC nel 2017, sancendo il ritorno della casa giapponese dopo 18 anni di assenza. Alla guida della vettura sono stati ingaggiati Jari-Matti Latvala, ex pilota ufficiale Ford e Volkswagen, e Juho Hänninen, che era stato il collaudatore della vettura nel corso della sua fase di test. A partire da metà stagione è stata poi introdotta una terza vettura, alla guida della quale è stato ingaggiato il campione del mondo in carica WRC-2 ed ex pilota ufficiale Škoda Esapekka Lappi. La Toyota aveva militato nel WRC in maniera ufficiale tra il 1997 e il 1999 con una Corolla WRC, prima di ritirarsi dal campionato per concentrare le sue risorse sulla Formula 1. La scuderia ha ottenuto il suo primo podio al Rally di Monte Carlo 2017, per poi ottenere la sua prima vittoria nella gara successiva, al Rally di Svezia 2017. Il risultato migliore è però arrivato nella gara di casa, il Rally di Finlandia 2017, dove Lappi si è aggiudicato la vittoria finale, Hänninen ha ottenuto il suo primo e unico podio stagionale, mentre Latvala è stato costretto al ritiro mentre si trovava in testa alla gara a causa di un problema meccanico.

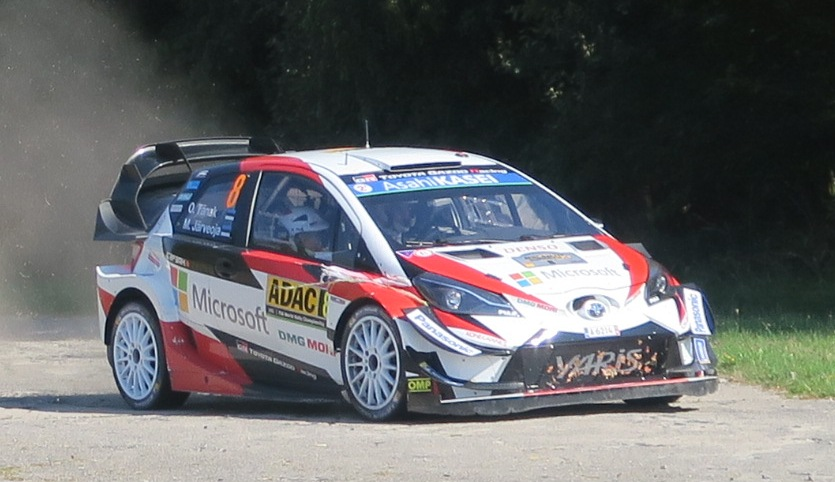
Ott Tänak impegnato nel Rally di Germania 2018

In vista della stagione 2018 è stato ingaggiato Ott Tänak in sostituzione di Hänninen, che ha ripreso il suo ruolo di collaudatore, mentre il suo copilota Kaj Lindström è stato nominato direttore sportivo della scuderia. Nell'agosto dello stesso anno è stata aperta una nuova sede per gestire la logistica e la manutenzione delle vetture in Estonia, a pochi chilometri da Tallinn, mentre il quartier generale, il centro di ricerca e sviluppo e la sede amministrativa sono rimasti in Finlandia. Nel corso della stagione la scuderia si è aggiudicata il suo primo mondiale costruttori. Questo risultato ha anche permesso a Tommi Mäkinen, che si trovava alla guida della scuderia, di diventare la prima persona ad aggiudicarsi il mondiale WRC sia da pilota che da team principal. Tänak ha ottenuto quattro vittorie (tre delle quali consecutive), mentre Latvala ne ha ottenuta una.
Nel 2019 Lappi è passato alla Citroën, lasciando la scuderia dopo due stagioni, e al suo posto è stato ingaggiato il veterano Kris Meeke, in uscita proprio dal costruttore francese. Nel corso dell'anno la scuderia è riuscita a lottare per entrambi i titoli mondiali. A fine stagione Tänak si è aggiudicato il mondiale piloti, portando così il secondo titolo per il team. Tra i costruttori, invece, la squadra si è classificata al secondo posto tra i costruttori, venendo superata dalla Hyundai. Terminato il campionato, tuttavia, i pilota estone ha a sorpresa annunciato di aver firmato un contratto biennale proprio con Hyundai, lasciando così Toyota dopo due anni e solo pochi giorni dopo aver vinto il titolo mondiale.

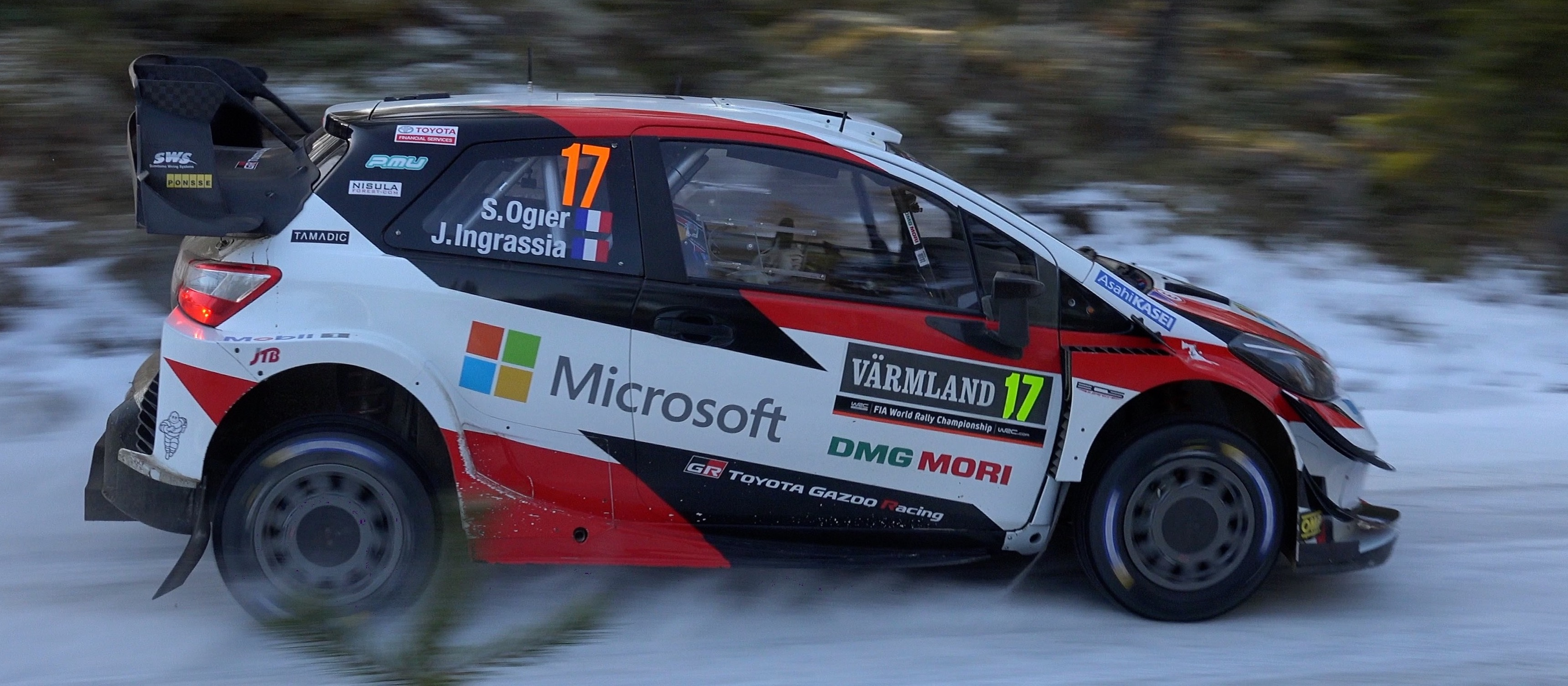
Sébastien Ogier impegnato nel Rally di Svezia 2020

Nel 2020 la scuderia ha completamente rinnovato la sua formazione piloti. Oltre al già citato Tänak, hanno lasciato la squadra anche Meeke e Latvala, ai quali è stato scelto di non rinnovare il contratto. Al loro posto sono ingaggiati il sei volte campione del mondo Sébastien Ogier, Elfyn Evans, ex pilota ufficiale Ford, e Kalle Rovanperä, campione del mondo in carica WRC-2 Pro ed ex pilota ufficiale Škoda. È stata inoltre schierata una quarta vettura affidata part-time a Takamoto Katsuta, membro dell'accademia Toyota, che però non poteva realizzare punti validi per il campionato costruttori. Grazie al veterano francese, che si è aggiudicato il suo settimo titolo mondiale in carriera, la scuderia è riuscita ad ottenere il suo secondo titolo piloti in due anni, classificandosi però ancora una volta al secondo posto dietro alla Hyundai tra i costruttori. A fine stagione Tommi Mäkinen ha annunciato a sorpresa le dimissioni dal ruolo di team principal, pur rimanendo come consulente per le attività sportive a livello internazionale. Al suo posto è stato ingaggiato Latvala, che nel 2020 era comunque rimasto legato al costruttore nipponico correndo part-time su una Toyota Yaris WRC privata.
Nel 2021 sono stati confermati in blocco tutti i piloti, compreso Katsuta, che è stato promosso da pilota part-time a pilota full-time, pur continuando a non poter segnare punti validi per il campionato costruttori. Nonostante inoltre Ogier avesse espresso l'intenzione di ritirarsi a fine 2020, viste le limitazioni imposte dalla pandemia di COVID-19, ha invece scelto di prolungare di un altro anno il suo contratto. Per questa stagione era inoltre in programma di introdurre un nuovo prototipo basato sulla Toyota GR Yaris, ma a causa delle gravi perdite economiche causate dalla pandemia il progetto è stato poi abbandonato. Sempre in un'ottica di riduzione dei costi, è stata chiusa la sede della scuderia Estonia e tutte le attività sono state nuovamente centralizzate in Estonia. Nel corso della stagione i piloti Toyota si sono dimostrati i più competitivi, ottenendo 8 vittorie su 12 gare. Ogier si è aggiudicato il suo ottavo mondiale in carriera (il secondo con la casa giapponese). In questa stagione, grazie alle ottime prestazioni di tutti i suoi piloti, la scuderia è riuscita ad aggiudicarsi anche il suo secondo titolo costruttori, ottenendo la sua prima doppietta iridata.

## Risultati

### WRC
| Anno | Vettura                       | Pilota             | 1      | 2       | 3       | 4       | 5       | 6       | 7       | 8       | 9       | 10      | 11      | 12      | 13      | 14    | PP  | Punti | PC | Punti |
| ---- | ----------------------------- | ------------------ | ------ | ------- | ------- | ------- | ------- | ------- | ------- | ------- | ------- | ------- | ------- | ------- | ------- | ----- | --- | ----- | -- | ----- |
| 2017 | Toyota Yaris WRC              | Jari-Matti Latvala | MON 2  | SVE 1   | MES 6   | FRA 4   | ARG 5   | POR 9   | ITA 2   | POL 20  | FIN 21  | GER 7   | ESP Rit | GBR 5   | AUS Rit |       | 4°  | 136   | 3° | 251   |
| 2017 | Toyota Yaris WRC              | Juho Hänninen      | MON 16 | SVE 23  | MES 7   | FRA Rit | ARG 7   | POR 7   | ITA 6   | POL 10  | FIN 3   | GER 4   | SPA 4   | GBR Rit | AUS     |       | 9°  | 71    | 3° | 251   |
| 2017 | Toyota Yaris WRC              | Esapekka Lappi     | MON    | SVE     | MES     | FRA     | ARG     | POR 10  | ITA 4   | POL Rit | FIN 1   | GER 21  | SPA Rit | GBR 9   | AUS 6   |       | 11° | 62    | 3° | 251   |
| 2018 | Toyota Yaris WRC              | Ott Tänak          | MON 2  | SVE 9   | MES 14  | FRA 2   | ARG 1   | POR Rit | ITA 9   | FIN 1   | GER 1   | TUR 1   | GBR 19  | SPA 6   | AUS Rit |       | 3°  | 181   | 1° | 368   |
| 2018 | Toyota Yaris WRC              | Jari-Matti Latvala | MON 3  | SVE 7   | MES 8   | FRA Rit | ARG Rit | POR 24  | ITA 7   | FIN 3   | GER Rit | TUR 2   | GBR 2   | ESP 8   | AUS 1   |       | 4°  | 128   | 1° | 368   |
| 2018 | Toyota Yaris WRC              | Esapekka Lappi     | MON 7  | SVE 4   | MES 11  | FRA 6   | ARG 8   | POR 5   | ITA 3   | POL Rit | FIN 3   | GER Rit | SPA 3   | GBR 7   | AUS 4   |       | 5°  | 126   | 1° | 368   |
| 2019 | Toyota Yaris WRC              | Ott Tänak          | MON 3  | SVE 1   | MES 2   | FRA 6   | ARG 8   | CIL 1   | POR 1   | ITA 5   | FIN 1   | GER 1   | TUR 16  | GBR 1   | SPA 2   | AUS C | 1°  | 263   | 2° | 362   |
| 2019 | Toyota Yaris WRC              | Kris Meeke         | MON 6  | SVE 6   | MES 5   | FRA 9   | ARG 4   | CIL 10  | POR Rit | ITA 8   | FIN Rit | GER 2   | TUR 7   | GBR 4   | ESP 29  | AUS C | 6°  | 98    | 2° | 362   |
| 2019 | Toyota Yaris WRC              | Jari-Matti Latvala | MON 5  | SVE 21  | MES 8   | FRA 10  | ARG 5   | CIL 11  | POR 7   | ITA 19  | POL 3   | FIN 3   | GER 6   | SPA Rit | GBR 5   | AUS C | 7°  | 94    | 2° | 362   |
| 2020 | Toyota Yaris WRC              | Sébastien Ogier    | MON 2  | SVE 4   | MES 1   | EST 3   | TUR Rit | ITA 3   | MNZ 1   |         |         |         |         |         |         |       | 1°  | 122   | 2° | 236   |
| 2020 | Toyota Yaris WRC              | Elfyn Evans        | MON 3  | SVE 1   | MES 4   | EST 4   | TUR 1   | ITA 4   | MNZ 29  |         |         |         |         |         |         |       | 2°  | 114   | 2° | 236   |
| 2020 | Toyota Yaris WRC              | Kalle Rovanperä    | MON 5  | SVE 3   | MES 5   | EST 5   | TUR 4   | ITA Rit | MNZ 5   |         |         |         |         |         |         |       | 5°  | 80    | 2° | 236   |
| 2020 | Toyota Yaris WRC              | Takamoto Katsuta   | MON 7  | SVE 9   | MES     | EST Rit | TUR     | ITA Rit | MNZ 20  |         |         |         |         |         |         |       | 13° | 13    | —  | —     |
| 2021 | Toyota Yaris WRC              | Sébastien Ogier    | MON 1  | ART 20  | CRO 1   | POR 3   | ITA 1   | KEN 1   | EST 4   | BEL 5   | GRE 3   | FIN 5   | SPA 4   | MNZ 1   |         |       | 1°  | 230   | 1° | 522   |
| 2021 | Toyota Yaris WRC              | Elfyn Evans        | MON 2  | ART 5   | CRO 2   | POR 1   | ITA 2   | KEN 10  | EST 5   | BEL 4   | GRE 6   | FIN 1   | SPA 2   | MNZ 2   |         |       | 2°  | 207   | 1° | 522   |
| 2021 | Toyota Yaris WRC              | Kalle Rovanperä    | MON 4  | ART 2   | CRO Rit | POR 22  | ITA 25  | KEN 6   | EST 1   | BEL 3   | GRE 1   | FIN 34  | SPA 5   | MNZ 9   |         |       | 4°  | 142   | 1° | 522   |
| 2021 | Toyota Yaris WRC              | Takamoto Katsuta   | MON 6  | ART 6   | CRO 6   | POR 4   | ITA 4   | KEN 2   | EST Rit | BEL Rit | GRE NP  | FIN 37  | SPA 39  | MNZ 7   |         |       | 7°  | 78    | —  | —     |
| 2022 | Toyota GR Yaris Rally1 Hybrid | Kalle Rovanperä    | MON 4  | SVE 1   | CRO 1   | POR 1   | ITA 5   | KEN 1   | EST 1   | FIN 2   | BEL 62  | GRE 15  | NZL 1   | SPA 3   | GIA 12  |       | 1°  | 255   | 1° | 525   |
| 2022 | Toyota GR Yaris Rally1 Hybrid | Elfyn Evans        | MON 21 | SVE Rit | CRO 5   | POR 2   | ITA 40  | KEN 2   | EST 2   | FIN 4   | BEL 2   | GRE Rit | NZL Rit | SPA 6   | GIA 5   |       | 4°  | 134   | 1° | 525   |
| 2022 | Toyota GR Yaris Rally1 Hybrid | Sébastien Ogier    | MON 2  | SVE     | CRO     | POR 51  | ITA     | KEN 4   | EST     | FIN     | BEL     | GRE     | NZL 2   | SPA 1   | GIA 4   |       | 6°  | 97    | 1° | 525   |
| 2022 | Toyota GR Yaris Rally1 Hybrid | Esapekka Lappi     | MON    | SWE 3   | CRO 49  | POR     | ITA 44  | KEN     | EST 6   | FIN 3   | BEL 3   | GRE 22  | NZL     | SPA     | GIA     |       | 9°  | 58    | 1° | 525   |
| 2022 | Toyota GR Yaris Rally1 Hybrid | Takamoto Katsuta   | MON 8  | SWE 4   | CRO 6   | POR 4   | ITA 6   | KEN 3   | EST 5   | FIN 6   | BEL 5   | GRE 6   | NZL Rit | SPA 7   | GIA 3   |       | 5°  | 122   | 4° | 138   |
| 2023 | Toyota GR Yaris Rally1 Hybrid | Kalle Rovanperä    | MON 21 | SVE 43  | MES 4   | CRO 42  | POR 1   | ITA 31  | KEN 2   | EST 1   | FIN Rit | GRE 1   | CIL 41  | EUR 2   | GIA 3   |       | 1°  | 250   | 1° | 548   |
| 2023 | Toyota GR Yaris Rally1 Hybrid | Elfyn Evans        | MON 43 | SVE 52  | MES 3   | CRO 1   | POR Rit | ITA 4   | KEN 35  | EST 42  | FIN 1   | GRE 2   | CIL 32  | EUR 311 | GIA 1   |       | 2°  | 216   | 1° | 548   |
| 2023 | Toyota GR Yaris Rally1 Hybrid | Takamoto Katsuta   | MON 6  | SVE Rit | MES 23  | CRO 64  | POR 334 | ITA 403 | KEN 4   | EST 7   | FIN 34  | GRE 6   | CIL 5   | EUR 54  | GIA 54  |       | 7°  | 101   | 1° | 548   |
| 2023 | Toyota GR Yaris Rally1 Hybrid | Sébastien Ogier    | MON 15 | SVE     | MES 1   | CRO 53  | POR     | ITA 145 | KEN 13  | EST     | FIN     | GRE 10  | CIL     | EUR 43  | GIA 25  |       | 5°  | 133   | 1° | 548   |
| 2023 | Toyota GR Yaris Rally1 Hybrid | Jari-Matti Latvala | MON    | SVE     | MES     | CRO     | POR     | ITA     | KEN     | EST     | FIN 5   | GRE     | CIL     | EUR     | GIA     |       | 18° | 11    | 1° | 548   |
| 2023 | Toyota GR Yaris Rally1 Hybrid | Lorenzo Bertelli   | MON    | SVE 14  | MES     | CRO     | POR     | ITA     | KEN     | EST     | FIN     | GRE     | CIL     | EUR     | GIA     |       | NC  | 0     | 1° | 548   |
| 2024 | Toyota GR Yaris Rally1 Hybrid | Sami Pajari        | MON    | SVE     | KEN     | CRO     | POR     | ITA     | POL     | LET     | FIN 4   | GRE     | CIL 6   | EUR Rit | GIA     |       | 10° | 44    | 1° | 561   |
| 2024 | Toyota GR Yaris Rally1 Hybrid | Sébastien Ogier    | MON 2  | SVE     | KEN     | CRO 13  | POR 14  | ITA 2   | POL WD  | LET 2   | FIN 15  | GRE 16  | CIL 351 | EUR Rit | GIA 21  |       | 4°  | 191   | 1° | 561   |
| 2024 | Toyota GR Yaris Rally1 Hybrid | Takamoto Katsuta   | MON 73 | SVE 505 | KEN 2   | CRO 54  | POR 295 | ITA 355 | POL 85  | LET 64  | FIN 411 | GRE 305 | CIL     | EUR 41  | GIA 4   |       | 6°  | 116   | 1° | 561   |
| 2024 | Toyota GR Yaris Rally1 Hybrid | Elfyn Evans        | MON 34 | SVE 2   | KEN 45  | CRO 25  | POR 6   | ITA 43  | POL 2   | LET 5   | FIN Rit | GRE 183 | CIL 25  | EUR 23  | GIA 13  |       | 2°  | 210   | 1° | 561   |
| 2024 | Toyota GR Yaris Rally1 Hybrid | Lorenzo Bertelli   | MON    | SVE 10  | KEN     | CRO     | POR     | ITA     | POL     | LET     | FIN     | GRE     | CIL     | EUR     | GIA     |       | NC  | 0     | 1° | 561   |
| 2024 | Toyota GR Yaris Rally1 Hybrid | Kalle Rovanperä    | MON    | SVE 451 | KEN 14  | CRO     | POR 313 | ITA     | POL 13  | LET 1   | FIN Rit | GRE     | CIL 12  | EUR     | GIA     |       | 7°  | 114   | 1° | 561   |

### WRC2
| Anno | Vettura                | Pilota             | 1   | 2      | 3   | 4      | 5       | 6       | 7   | 8   | 9       | 10  | 11  | 12  | 13      | 14 | PP  | Punti | PC | Punti |
| ---- | ---------------------- | ------------------ | --- | ------ | --- | ------ | ------- | ------- | --- | --- | ------- | --- | --- | --- | ------- | -- | --- | ----- | -- | ----- |
| 2024 | Toyota GR Yaris Rally2 | Yuki Yamamoto      | MON | SVE 10 | KEN | CRO 11 | POR Rit | ITA 31  | POL | LET | FIN Rit | GRE | CIL | EUR | GIA Rit |    | 56° | 1     | 4° | 91    |
| 2024 | Toyota GR Yaris Rally2 | Hiraku Kogure      | MON | SVE 20 | KEN | CRO 12 | POR Rit | ITA Rit | POL | LET | FIN Rit | GRE | CIL | EUR | GIA 6   |    | 32° | 8     | 4° | 91    |
| 2024 | Toyota GR Yaris Rally2 | Jari-Matti Latvala | MON | SVE    | KEN | CRO    | POR     | ITA     | POL | LET | FIN 2   | GRE | CIL | EUR | GIA     |    | 19° | 18    | 4° | 91    |